# 181st Street (linea IND Eighth Avenue)
181st Street, conosciuta anche come 181st Street-Fort Washington Avenue, è una fermata della metropolitana di New York situata sulla linea IND Eighth Avenue. Nel 2019 è stata utilizzata da 3 404 841 passeggeri. È servita dalla linea A, attiva 24 ore su 24.

## Storia
La stazione fu aperta il 10 settembre 1932. Nel 2005 è stata inserita nel National Register of Historic Places.

## Strutture e impianti
La stazione è posta al di sotto di Fort Washington Avenue, ha due banchine laterali e due binari. È dotata di due mezzanini, dove sono posizionati i tornelli e le scale per le banchine, collegati tra di loro da un corridoio. I punti di ingresso dal piano stradale sono tre: il primo è un corridoio che collega Overlook Terrace al mezzanino nord, il secondo sono tre ascensori che portano al mezzanino da un ingresso su Fort Washington Avenue posto di fronte al Bennett Park, e il terzo sono quattro scale all'incrocio con 181st Street che conducono al mezzanino sud.

## Interscambi
La stazione è servita da alcune autolinee gestite da NYCT Bus.
- Fermata autobus